# Ranhados (Mêda)
Pour les articles homonymes, voir Ranhados.
Ranhados est un village portugais de la ville de Mêda.
Elle comporte 335 habitants (2001) pour une superficie de 25,46 km2, soit une densité de 13,2 hab/km2.